# Morée
Morée é uma comuna francesa na região administrativa do Centro, no departamento Loir-et-Cher. Estende-se por uma área de 25,88 km². Em 2010 a comuna tinha 1 109 habitantes (densidade: 42,9 hab./km²).